# Callia rubristerna
Callia rubristerna är en skalbaggsart som beskrevs av Maria Helena M. Galileo och Martins 1992. Callia rubristerna ingår i släktet Callia och familjen långhorningar. Inga underarter finns listade.